# Adam Krasiński (cichociemny)

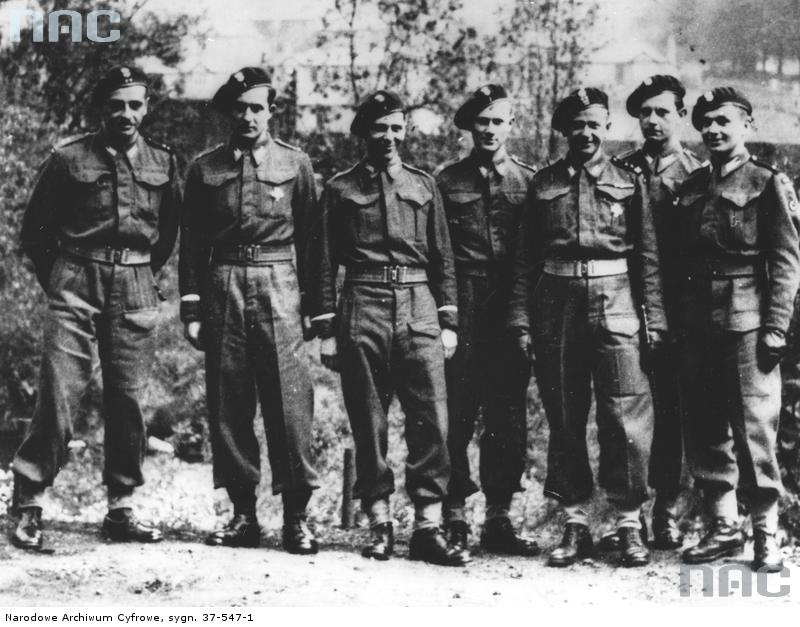
Pożegnanie oficerów 24 Pułku Ułanów udających się na kurs cichociemnych. Od lewej: por. Wacław Gebethner, ppor. Kazimierz Bernaczyk-Słoński, ppor. Tadeusz Nowobilski, ppor. Zdzisław Straszyński, ppłk Bogumił Szumski, ppor. Adam Krasiński, por. Andrzej Bogusławski (maj 1943 roku)

Adam Andrzej Michał Krasiński vel Adam Zawadzki vel Adam Kmieć, pseud. Szczur, Inkus (ur. 8 listopada 1921 w Warszawie, zm. w czerwcu 1945 w Reszotach w Kraju Krasnojarskim) – podporucznik kawalerii Polskich Sił Zbrojnych na Zachodzie i Armii Krajowej, cichociemny.

## Życiorys
W latach 1933–1937 uczył się w Collège St. Jean we Fryburgu, później – w Prywatnym Gimnazjum Męskim dra Jana Wieczorkowskiego w Rabce.
We wrześniu 1939 roku nie został zmobilizowany. 18 września przekroczył granicę polsko-rumuńską. W styczniu 1940 roku dotarł do Francji, gdzie służył w szwadronie ckm 24 pułku ułanów walczącego w strukturach 10 Brygady Kawalerii Pancernej. Z pułkiem tym został ewakuowany do Wielkiej Brytanii, gdzie uczył się również w Szkole Podchorążych.
Zgłosił się do służby w kraju. Po przeszkoleniu ze specjalnością w broni pancernej i dywersji został zaprzysiężony 15 grudnia 1943 roku w Oddziale VI Sztabu Naczelnego Wodza i przeniesiony do Głównej Bazy Przerzutowej w Brindisi we Włoszech. Został zrzucony w Polsce w nocy z 4 na 5 maja 1944 roku w ramach operacji lotniczej o kryptonimie „Weller 26” dowodzonej przez majora naw. Józefa Gryglewicza i dostał przydział do Inspektoratu Zachodniego Okręgu Polesie AK. Walczył jako dowódca plutonu, a później dowódca kompanii szkolnej w 82 pułku piechoty 30 Dywizji Piechoty AK.

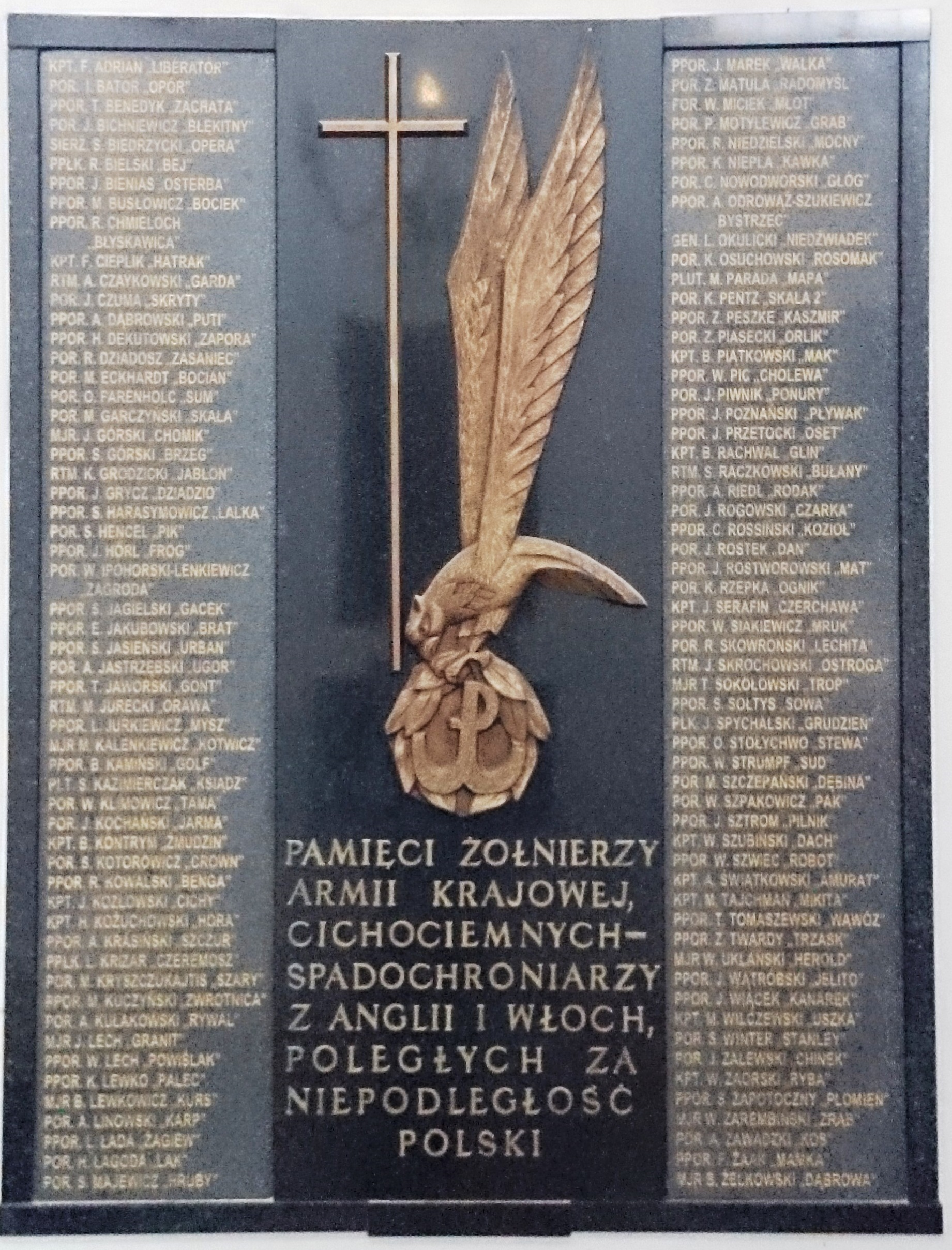
Tablica w kościele św. Jacka w Warszawie, upamiętniająca poległych cichociemnych, w tym Adama Krasińskiego

Zginął w łagrze w ZSRR.

## Awanse
- podporucznik – ze starszeństwem z dniem 5 maja 1944 roku.

## Odznaczenia
- Krzyż Walecznych – czterokrotnie.

## Życie rodzinne
Był synem Franciszka (1887–1973), ziemianina, właściciela majątku Sterdyń i Izabeli z domu Potockiej (1893–1972). Miał troje rodzeństwa: Jadwigę Marię zamężną Przyłuską (ur. w 1920 roku), Izabelę Marię zamężną Sołygę (ur. w 1923 roku) i Jana Kazimierza Bonawenturę (1924–2013). Sam nie założył rodziny.

## Upamiętnienie
- W lewej nawie kościoła św. Jacka przy ul. Freta w Warszawie odsłonięto w 1980 roku tablicę Pamięci żołnierzy Armii Krajowej, cichociemnych – spadochroniarzy z Anglii i Włoch, poległych za niepodległość Polski. Wśród wymienionych 110 poległych cichociemnych jest Adam Krasiński.
- W 1986 roku Kresowa Oficyna Podziemna Poczta Polowa Solidarności wydała serię/bloczek 5 znaczków cichociemnych, którzy zginęli z rąk radzieckich. Na jednym z pięciu znaczków jest Adam Krasiński[1].